# آن كريستن أولسن
آن كريستين أولسن (29 مارس 1945)، هي حقوقية وموظفة نرويجية. عُرفت بأنها أول رئيسة للشرطة في النرويج، وأول امرأة تتولى منصب حاكم سفالبارد. شغلت منصب حاكم مقاطعة فست أغدر من عام 1998 و حتى تقاعدها في عام 2015.

## النشأة
ولدت في ستوكهولم قبل نهاية الحرب العالمية الثانية واختارت والدتها الولادة هناك بسبب الاحتلال الألماني للنرويج. وسرعان ما انتقلت العائلة إلى كريستيانساند، وترعرعت أولسن هناك. وبعد أن أنهت تعليمها الثانوي في مدرسة كريستيانساند كاثيدرال عام 1965، التحقت بدراسات القانون، وحصلت على شهادة في القانون عام 1972.
تزوجت أولسن من المُعلم هنريك رولف بيترسن عام 1974، ولديها طفلان وتعيش في كريستيانساند.

## الحياة العملية
عملت أولسن كنائبة للقاضي في محكمة مقاطعة إندري فولو من عام 1975 إلى عام 1976، وبعد إلتحاقها بالشرطة المحلية، أصبحت أول مفتشة شرطة في المنطقة. وفي عام 1983 أصبحت أول رئيسة للشرطة في النرويج بأكملها، تحديدًا في مدينة هالدن.
أصبحت أولسن حاكمة سفالبارد النرويجية من عام 1995 إلى عام 1998، ومرة أخرى كانت أول امرأة تشغل هذا المنصب. كان عليها أن تتعامل مع العديد من الحوادث، بما في ذلك احتراق مقرها الرئيسي بالنار، وكارثة رحلة الخطوط الجوية فنوكوفو رقم 2801 عام 1996، وكارثة التعدين في بارنتسبرج في عام 1997. عند انتهاء الفترة المحددة مسبقًا وفي عام 1998 عٌينت لتكون حاكم مقاطعة فيست أغدر الجديد. ثم كرمت كقائد بوسام القديس أولاف النرويجي تقديراً لعملها في عام 2006.
كانت أولسن رئيسة صندوق الإنساني لولي العهد والأميرة، ونائبة رئيس شركتي كينجس باي و بيورنون الحكومتين وعضو مجلس إدارة مؤسسة الإسعاف الجوي النرويجية، وعضو بكلية الشرطة النرويجية وجامعة ترومسو وعضو في لجنة مجلس أوروبا للإشراف على اتفاقية حماية الأطفال من الاستغلال الجنسي والاعتداء الجنسي، ونائبة رئيس لجنة مراجعة القضايا الجنائية النرويجية، في هذا المنصب، صوتت ضد مراجعة قضية التجسس لأرن تريهولت.